# رافال وجسيك
رافال وجسيك (بالبولندية: Rafał Wójcik)‏ هو منافس ألعاب قوى بولندي، ولد في 18 سبتمبر 1972 في Starachowice ‏ في بولندا.

## وصلات خارجية
- رافال وجسيك على موقع الاتحاد الدولي لألعاب القوى (الإنجليزية)
- رافال وجسيك على موقع أوليمبيديا (الإنجليزية)